# Шио (Муджири)
Митрополи́т Ши́о (груз. მიტროპოლიტი შიო, в миру Элизбар Теймуразович Муджири, груз. ელიზბარ თეიმურაზის ძე მუჯირი; род. 1 февраля 1969, Тбилиси) — епископ Грузинской православной церкви; митрополит Сенакский и Чхороцкуйский (с 2003), управляющий грузинскими приходами в Австралии (с 2009), местоблюститель Патриаршего престола Грузинской православной церкви (с 23 ноября 2017).

## Биография
Родился 1 февраля 1969 года в Тбилиси. Учился в 53-й средней школе в Тбилиси; параллельно учился и в музыкальном училище. Продолжил учёбу в Тбилисской государственной консерватории, где учился по классу виолончели и, по рассказам очевидцев, был исполнителем-виртуозом, музыкантом высокой одарённости.
В 1991 году окончил 3 курса Тбилисской Государственной консерватории (ему оставалось учиться ещё год) и поступил послушником в Шио-Мгвимский мужской монастырь, где в разное время проходил послушания трапезаря, эконома, благочинного и служащего священника обители.
5 января 1993 года был пострижен в монашество. Сначала его назначили монахом, наблюдающим за трапезой, а затем лицом, управляющим финансовыми вопросами в епархии. В 1995 году рукоположен в сан иеродиакона. В 1996 году был рукоположен в сан иеромонаха, а в 1998 году возведён в сан игумена.
В 1999 году экстерном окончил Батумскую духовную семинарию. Затем продолжал богословское образование в России — в Московской духовной академии и Православном Свято-Тихоновском гуманитарном университете, который окончил в 2005 году.
С 2001 году и вплоть до избрания в епископы в 2003 году служил священником на грузинском приходе в московском храме великомученика Георгия в Грузинах.
18 августа 2003 года решением Священного Синода Грузинской православной церкви избран епископом вновь учреждённой Сенакской и Чкороцкуйской епархии. 7 сентября того же года состоялась его архиерейская хиротония.
30 апреля 2009 года Священный Синод Грузинской церкви также определил его управляющим грузинскими приходами в Австралии.
2 августа 2010 года возведён в сан митрополита.
21 декабря 2010 года вошёл в состав комиссии по канонизации святых Грузинской Церкви.
В 2013 года защитил магистерскую диссертацию в ПСТГУ на тему «Преподобный Алексий (Шушания), исторический контекст его жизни и духовно-пастырское наследие», написанную под руководством ректора ПСТГУ протоиерея Владимира Воробьёва. 27 сентября 2013 года в ПСТГУ ему был вручён диплом магистра по направлению «теология».
28 ноября 2015 года в ПСТГУ защитил диссертацию «Преподобный Алексий Сенакский (Шушания), исторический контекст его жизни и духовно-пастырское наследие (Хронологические рамки: 70-е годы XIX в. — начало XX в.)» на соискание учёной степени кандидата богословия.
23 ноября 2017 года указом патриарха Илии II был назначен патриаршим местоблюстителем. Об этом предстоятель Грузинской православной церкви объявил в тот же день до начала торжественного служения в соборе Кашуети. Назначение на эту должность стало полной неожиданностью и для самого митрополита Шио, и для Синода, и для прихожан. Некоторые считают, что этим Илия II поставил точку в вопросе о преемнике. Ведь многие нашумевший скандал с покушением на патриарха связывали именно с борьбой внутри Грузинской православной церкви. 26 ноября после окончания первого богослужения в кафедральном соборе Цминда Самеба в новом качестве заявил журналистам, что не знает, почему патриарх назначил его своим местоблюстителем, сказав, что это решение Илии II и он повинуется ему.